# Il gioco della verità (film 1974)
Il gioco della verità è un film del 1974 diretto da Michele Massa.

## Trama
Dopo essersi intrattenuto con una prostituta, Anna, nella squallida pensione della famiglia Improta, il giovane Giuseppe Di Finizio viene trovato sfracellato nel cortile del caseggiato. La donna afferma che il ragazzo (che non aveva di che pagarla) è precipitato mentre tentava di fuggire lungo il tubo della grondaia. Gli inquirenti sono convinti invece, dato l'ambiente in cui Giuseppe ha trovato la morte, che si sia trattato di un delitto. Colti dalla paura, gli Improta accusano di omicidio la prostituta, che modificando la sua prima versione addossa il delitto agli stessi affittacamere. Per quanto costoro non si trovassero nemmeno sul posto al momento del fatto, il giudice istruttore accoglie la versione di Anna, avvalorata da un inserviente ebete che dichiara, imbeccato dagli inquirenti di avere egli stesso partecipato al presunto delitto. Al processo l'avvocato Santoro, difensore degli Improta, ha un bel dimostrare che gli accusati non hanno commesso alcun crimine e che la prima versione di Anna risponde alla verità. Poiché "i poveri non possono permettersi il lusso di essere innocenti", gli Improta vengono condannati.